# Psychodrama
Psychodrama (z řeckého psyché ψυχη "duše" a δράμα dramatické "akce") je metoda osobního rozvoje a psychoterapie, vyvinutá rakouským lékařem Jakobem Levy Moreno, (1890-1974) ve Vídni.

## Psychodrama v psychoterapii
Psychodrama bylo vyvinuto jako "terapie ve skupině, se skupinou, pro skupinu". Je odvozeno od improvizovaného divadla a využívá prvky divadla a dramatu. Psychodrama nicméně není skupinová psychoterapie, nýbrž spíše individuální psychoterapie prováděná ve skupině.
Cílem psychodramatu je zvýšení spontaneity a tvořivosti protagonisty. S pomocí skupiny se protagonista osvobozuje ze zakořeněné struktury, nebo role.
Techniky psychodramatu by měli používat pouze terapeuti, kteří jsou schopni se vypořádat s rozbouřenými emocemi účastníků a budou si s nimi vědět rady.

## Další využití psychodramatu
Ačkoli tradiční a primární použití psychodramatu je v psychoterapii, existuje mnoho dalších způsobů využití a funkcí této metody. Přesnější definice psychodramatu by proto byla "metoda komunikace, v níž komunikátor (protagonista) sám sebe vyjadřuje pomocí akce".
Psychodrama je důležitým nástrojem v práci s "přijetím rolí" a je široce používáno v obchodu a průmyslu. Psychodrama nabízí efektivní cestu výuky a vzdělávání, jakož i dovedností vytvářet vzájemné vztahy. Techniky psychodramatu mohou také poskytnout informace o událostech a situacích, na kterých se komunikátor podílel.